# ماثياس كريستيانسن
ماثياس كريستيانسن (بالدنماركية: Mathias Christiansen)‏ هو لاعب كرة الريشة دنماركي، ولد في 20 فبراير 1994 في بورنهولم في الدنمارك.

## وصلات خارجية
- ماثياس كريستيانسن على موقع BWF.tournamentsoftware.com (الإنجليزية)
- ماثياس كريستيانسن على موقع BWFbadminton.com (الإنجليزية)
- ماثياس كريستيانسن على موقع اللجنة الأولمبية الدولية (الإنجليزية)
- ماثياس كريستيانسن على موقع أوليمبيديا (الإنجليزية)